# Uccidete il vitello grasso e arrostitelo
Uccidete il vitello grasso e arrostitelo è un film italiano diretto nel 1970 da Salvatore Samperi.

## Trama
Enrico Merlo, che ha vissuto lontano dalla sua famiglia, ritorna in città alla morte del padre. Sospetta che questo sia stato ucciso dalla cugina Verde e dal fratello Cesare. Il suo sospetto viene certificato da una prova: un certificato di morte scritto da suo padre due giorni prima della sua morte. Cesare e Verde desiderano il documento, ma non lo hanno fino a quando lo stesso Enrico muore di polmonite per una negligenza durante la sua cura.